# Haworthia esterhuizenii
Haworthia esterhuizenii är en grästrädsväxtart som beskrevs av M. Hayashi. Haworthia esterhuizenii ingår i släktet Haworthia och familjen grästrädsväxter. Inga underarter finns listade i Catalogue of Life.